# Казале Паникоти (Кјети)
Казале Паникоти (итал. Casale Panicotti) је насеље у Италији у округу Кјети, региону Абруцо.
Према процени из 2011. у насељу је живело 16 становника. Насеље се налази на надморској висини од 878 м.